# Pedro Álvarez Gómez
Pedro Álvarez Gómez (Villalba de la Lampreana, 29 de junio de 1909 - Córdoba, 26 de mayo de 1983) fue un periodista y escritor español.

## Biografía
Nacido en 1909, era oriundo de la localidad zamorana de Villalba de la Lampreana.
Realizó estudios de derecho, aunque se dedicó al periodismo. De ideología falangista, no llegó a tomar parte en la Guerra civil debido a su condición de paralítico. En esta etapa destacó en su faceta literaria, siendo autor de varias novelas. El catedrático José María Martínez Cachero lo consideró como uno de los cinco mejores autores contemporáneos narrativos al mismo nivel de autores como Camilo José Cela, Rafael García Serrano, Miguel Villalonga o Juan Antonio de Zunzunegui. Su trabajo Cada cien ratas un permiso recibió el premio «Vértice». Colaboró con publicaciones como Vértice, Tajo, Escorial, El Español. Llegó a dirigir los diarios Odiel y Baleares, pertenecientes a la cadena de Prensa del «Movimiento». Posteriormente llegaría a dirigir el diario Córdoba, al frente del cual estuvo durante cerca de un cuarto de siglo. Se jubiló en 1973.
Murió el 26 de mayo de 1983 en Córdoba.

## Obras
- —— (1939). Cada cien ratas un permiso.[1] San Sebastián.
- —— (1942). Nasa. Madrid.[10]
- —— (1942). Los Chachos. Madrid.[10]
- —— (1942). Virginia. Madrid.[10]
- —— (1944). Los colegios de San Marcos. Madrid.[10]
- —— (1950). Los dos caminos. Madrid.[10]